# Gianmarco Zigoni
Gianmarco Zigoni (né le 10 mai 1991 à Vérone) est un footballeur italien évoluant au poste d'attaquant. Il joue actuellement au Virtus Vérone.
Il est le fils de Gianfranco Zigoni et le neveu de Pierluigi Ronzon, tous deux également footballeurs.

## Biographie
Gianmarco Zigoni a fait ses débuts professionnels avec le club de Trévise en Serie B le 26 janvier 2009 lors d'un match perdu 2-1 contre Ancône, marquant le seul but pour son équipe. Quatre jours plus tard, il marque son deuxième but en tant que professionnel, pour la victoire de Trévise 3-2 contre Brescia.
En février 2009, il est appelé dans l'équipe d'Italie des moins de 21 ans. 
Le 27 juin 2009 il signe un contrat avec le Milan AC, pour jouer en Serie A.
Le 28 mars 2010 il joue son premier match officiel avec le Milan AC, où il entre en jeu face à la Lazio. 

## Clubs
- 2008-2009 :  Trévise (18 matchs, 2 buts)
- depuis 2009 :  Milan AC (1 match, 0 but)
  - 2010-jan. 2011 :  Genoa CFC (prêt)
  - 2011-2012 :  Avellino 1912 (prêt)
  - 2012-jan. 2013 :  Pro Vercelli (prêt)
  - jan. 2013-2013 :  Avellino 1912 (prêt)
  - 2013-2014 :  US Lecce (prêt)
  - 2014-déc. 2014 :  AC Monza Brianza (prêt)
  - jan. 2015-2017 :  SPAL 2013 (prêt)
  - depuis 2017 :  Venise (prêt)